# Ильинское (Дмитровский городской округ)
Ильинское — село в Дмитровском районе Московской области, в составе городского поселения Дмитров. До 2006 года Ильинское было центром Ильинского сельского округа. 
В селе действует церковь Рождества Христова 1881 года постройки, построенная по проекту архитектора Владислава Грудзина.

## Расположение
Ильинское расположена в центральной части района, примерно в 6 км южнее Дмитрова, по правому берегу реки Яхрома, высота центра над уровнем моря 204 м. Ближайшие населённые пункты — Шустино на противоположном берегу реки, Пуриха в 1,5 км на восток и Курово, также в 1,5 км на запад.
К юго-востоку от села располагается городище Вышгорода-на-Яхроме, разрушенного в ходе польско-литовского нашествия.

## История
Село Ильинское на реке Яхрома с пустошами Михайловское и Попова в 7070 (1562) году по писцовым книгам Дмитровского уезда принадлежало жене Бекетова Наталье Андреевской и её детям: Семёну, Петру и Ивану. Далее Бекетовыми село было продано Якиму Иванову (по прозвищу Богдан).
Богдан Иванов в 7084 (1576) году отдал свою вотчину в Троице-Сергиев монастырь: сельцо Ильинское с Никольской церковью в Повельском стане, в Вышегородском стане сельцо Минеево, деревню Подсадное, деревню Шилово, деревню Ульяново, деревню Пирогово, деревню Кузяево, деревню Горшково, деревню Дмитровское, деревню Шустино и пустошь Коршелево.
Советский историк М.Н.Тихомиров в своём сочинении «Села и деревни Дмитровского края в XV – XVI вв.» сообщает о истории села:
В 1576 году продано было Иоакимом Богданом Ивановым Троице-Сергиеву монастырю, в селе был в это время храм. В первой половине XVII века «село Ильинское на реке Яхроме, что было в Повельском стану», принадлежало стряпчему Лавру Григорьевичу Булатникову.
В 7133 (1625) году Лаврентий Булатников обменял с доплатой у Троице-Сергиева монастыря свою вотчину, граничившую с троицкими землями: пустошь Варавино (ранее была деревня Варавина) с пустошами на село Ильинское с пустошами. 
В 7159 (1651) году царь и великий князь Алексей Михайлович выкупил село Ильинское с деревнями и пустошами у Лаврентия Булатникова за 5000 рублей. Данную вотчину великий князь обменял на Олонецкую Софийскую вотчину у митрополита великого Новгорода и великих Лук Никона. В 7186 (1678) году по переписным книгам Дмитровского уезда данная вотчина числилась за митрополитом новгородским и великолукским Корнилием.
В 1705 — 1715 годах за митрополитом Иовым числилась вотчина села Ильинское, деревни: Шипулиха, Копорки, Кузяева, Ульянково, Коврово, Дмитровка, Бирюлиха и др.  
В 1764 году в ходе секуляризационной реформы село перешло в Государственную коллегию экономии. 

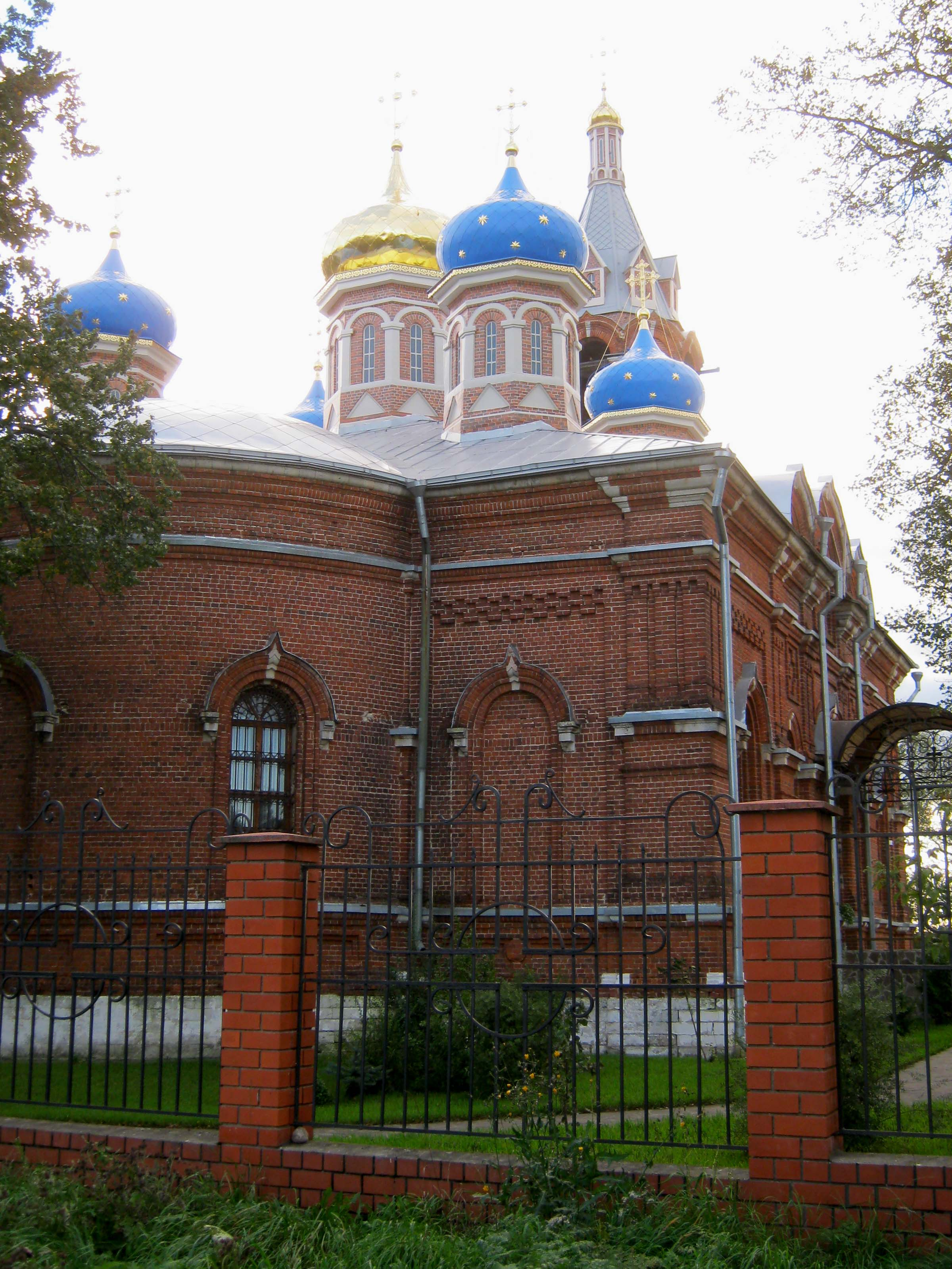
Церковь Рождества Христова. 2012 год

Из бывших церковных земель была образована Ильинская волость. Село стало центром волости.
В 1873 — 1881 годах строительство кирпичной Христорождественской церкви.
В 1913 году в Ильинском был 61 двор, располагались: волостное правление, земское училище, квартира урядника, 2 чайных лавки и кирпичный завод Рахманина.
В 1917 году реорганизация Подчёрковской и Ильинской волостей — они преобразованы в Дмитровскую волость.

## Население
| 2002 | 2006 | 2010 |
| ---- | ---- | ---- |
| 75   | ↘56  | ↗59  |